# Хунгия
Хунгия (кайт. Хъвангей) — село в Кайтагском районе Республики Дагестан. Входит в состав муниципального образования сельское поселение Маджалисский сельсовет.

## География
Село Хунгия расположено у впадения реки Дживус в Уллучай, в 2 км к югу от районного центра — села Маджалис.
Находится напротив Газия, которое в свою очередь, располагается напротив Хунгия.
Ближайшие населённые пункты — Маджалис, Ахмедкент, Санчи, Ираги, Мижигли, Джигия, Баршамай, Карталай.

## Население
| 1888 | 1895 | 1926 | 1939 | 1970 | 1989 | 2002 |
| ---- | ---- | ---- | ---- | ---- | ---- | ---- |
| 204  | ↘199 | ↗243 | ↘237 | ↘204 | ↗256 | ↗331 |
| 2010 | 2021 |      |      |      |      |      |
| ↗362 | ↘179 |      |      |      |      |      |

Национальный состав
По данным Всероссийской переписи населения 2010 года:
| № | Национальность | Численность, чел. | Доля    |
| - | -------------- | ----------------- | ------- |
| 1 | даргинцы       | 359               | 99,17 % |
| 2 | другие         | 3                 | 0,83 %  |

## Известные уроженцы села
1. Касумов Зубаил Зубаилович - главный инженер маджалиского завода консервирования
2. Абайля Магомед - легендарная фигура в Хунгия. «Абайля» это кличка, которая означает «мамин сын».